# HMS Meynell (L82)
HMS Meynell (L82) là một tàu khu trục hộ tống lớp Hunt Kiểu I của Hải quân Hoàng gia Anh Quốc được hạ thủy và đưa ra phục vụ vào năm 1940. Nó đã hoạt động cho đến hết Chiến tranh Thế giới thứ hai, được xuất biên chế năm 1946; nhưng được bán cho Ecuador vào năm 1954 và tiếp tục phục vụ như là chiếc Presidente Velasco Ibarra (DD2) cho đến khi tháo dỡ năm 1978.

## Thiết kế và chế tạo
Meynell được đặt hàng cho hãng Swan Hunter tại Wallsend trong Chương trình Chế tạo 1939 và được đặt lườn vào ngày 10 tháng 8 năm 1939. Nó được hạ thủy vào ngày 7 tháng 6 năm 1940 và nhập biên chế vào ngày 30 tháng 12 năm 1940. Con tàu được cộng đồng dân cư Ashbourne, Derbyshire đỡ đầu trong khuôn khổ cuộc vận động gây quỹ Tuần lễ Tàu chiến năm 1942.

## Lịch sử hoạt động

### Hải quân Hoàng gia Anh
Meynell nằm trong thành phần Chi hạm đội Khu trục 21 trong suốt thời gian hoạt động trong chiến tranh. Nó chủ yếu được bố trí hộ tống các đoàn tàu vận tải ven biển phía Đông. Vào tháng 2 và tháng 3 năm 1943, nó được điều động hộ tống Đoàn tàu JW 53 đi sang Liên Xô và Đoàn tàu RA 53 quay trở về Anh. Nó cũng được huy động tham gia cuộc đổ bộ Normandy.
Sau chiến tranh, Meynell được tháo dỡ vũ khí và được cải biến thành một tàu mục tiêu, phục vụ huấn luyện tại Địa Trung Hải. Tuy nhiên, đến cuối năm 1946 con tàu được đưa về Hạm đội Dự bị, thoạt tiên neo đậu tại Harwich, rồi được chuyển đến Sheerness, và cuối cùng là tại Barrow. Con tàu được bán cho Ecuador vào năm 1954.

### Hải quân Ecuador
Trước khi được chuyển giao, chiếc tàu khu trục được tái trang bị tại Xưởng tàu của hãng J. Samuel White and Co., tại Isle of Wight; công việc hoàn tất vào năm 1955. Nó nhập biên chế cùng Hải quân Ecuador như là chiếc Presidente Velasco Ibarra vào tháng 8 năm 1955, và phục vụ cho đến năm 1978, khi nó được rút khỏi hoạt động thường trực và bị bán để tháo dỡ.